# Gabriel Davi Gomes Sara
Gabriel Davi Gomes Sara, noto semplicemente come Gabriel o Gabriel Sara (Joinville, 26 giugno 1999), è un calciatore brasiliano, centrocampista del Galatasaray.

## Caratteristiche tecniche
È un trequartista.

## Carriera

### San Paolo
Cresciuto nel settore giovanile del San Paolo, ha esordito in prima squadra il 3 dicembre 2017 disputando l'incontro di Série A pareggiato 1-1 contro il Bahia. Nel periodo trascorso in Brasile diventa un pilastro del centrocampo, totalizzando più di 70 presenze. 

### Norwich City
Le sue buone prestazioni attirano l'attenzione del Norwich City, che lo acquista il 16 luglio 2022 per una cifra intorno ai 10.5mln di euro.

### Galatasaray
Il 4 agosto 2024 viene acquistato dal Galatasaray.

## Statistiche
Statistiche aggiornate al 18 novembre 2019.

### Presenze e reti nei club
| Stagione            | Squadra             | Campionato          | Campionato | Campionato | Coppe nazionali | Coppe nazionali | Coppe nazionali | Coppe continentali | Coppe continentali | Coppe continentali | Altre coppe | Altre coppe | Altre coppe | Totale | Totale | Totale |
| Stagione            | Squadra             | Comp                | Pres       | Reti       | Comp            | Pres            | Reti            | Comp               | Pres               | Reti               | Comp        | Pres        | Reti        | Pres   | Reti   |        |
| ------------------- | ------------------- | ------------------- | ---------- | ---------- | --------------- | --------------- | --------------- | ------------------ | ------------------ | ------------------ | ----------- | ----------- | ----------- | ------ | ------ | ------ |
| 2017                | San Paolo           | A1/SP+A             | 0+1        | 0          | CB              | 0               | 0               |                    | -                  | -                  |             | -           | -           | 1      | 0      |        |
| 2018                | San Paolo           | A1/SP+A             | 0          | 0          | CB              | 0               | 0               |                    | -                  | -                  |             | -           | -           | 0      | 0      |        |
| 2019                | San Paolo           | A1/SP+A             | 0+6        | 0          | CB              | 0               | 0               |                    | -                  | -                  |             | -           | -           | 6      | 0      |        |
| 2020                | San Paolo           | A1/SP+A             | 1+33       | 0+5        | CB              | 6               | 0               | CL+CS              | 2+2                | 0+1                |             | -           | -           | 44     | 6      |        |
| 2021                | San Paolo           | A1/SP+A             | 9+29       | 4+4        | CB              | 4               | 2               | CL                 | 5                  | 0                  |             | -           | -           | 47     | 10     |        |
| 2022                | San Paolo           | A1/SP+A             | 10+1       | 1+0        | CB              | 2               | 0               | CS                 | 2                  | 0                  |             | -           | -           | 15     | 1      |        |
| Totale San Paolo    | Totale San Paolo    | Totale San Paolo    | 90         | 14         |                 | 12              | 2               |                    | 11                 | 1                  |             | -           | -           | 113    | 17     |        |
| 2022-2023           | Norwich City        | FLC                 | 40         | 7          | FACup+CdL       | 1+2             | 0               | -                  | -                  | -                  | -           | -           | -           | 43     | 7      |        |
| 2023-2024           | Norwich City        | FLC                 | 46+2       | 13         | FACup+CdL       | 2+3             | 1+0             | -                  | -                  | -                  | -           | -           | -           | 53     | 14     |        |
| Totale Norwich City | Totale Norwich City | Totale Norwich City | 88         | 20         |                 | 8               | 1               |                    | -                  | -                  |             | -           | -           | 96     | 21     |        |
| Totale carriera     | Totale carriera     | Totale carriera     | 178        | 34         |                 | 20              | 3               |                    | 11                 | 1                  |             | -           | -           | 209    | 38     |        |

## Palmarès

### Club

#### Competizioni statali
- Campionato paulista: 1

San Paolo: 2021

#### Competizioni nazionali
- Coppa di Turchia: 1

Galatasaray: 2024-2025
- Campionato turco: 1

Galatasaray:  2024-2025